# Löschangriff Nass
Der Löschangriff Nass ist eine Mannschaftsdisziplin im Feuerwehrsport, die oft Bestandteil von Feuerwehr-Leistungsvergleichen ist. Dabei ist von einer Feuerwehrmannschaft in möglichst kurzer Zeit ein simulierter Löschangriff durchzuführen.

## Ausstattung der Mannschaft
Eine Mannschaft beim Löschangriff Nass besteht aus sieben Sportlern, die in Feuerwehreinsatzbekleidung inklusive Helm, Koppel und Stiefeln antreten. Pro Mannschaft kommen laut WKO 2023 folgende Geräte zum Einsatz:
- eine Tragkraftspritze
- drei B-Druckschläuche (Schlauchdurchmesser 75 Millimeter, Länge 19 bis 21 Meter)
- vier C-Druckschläuche (Schlauchdurchmesser 42 Millimeter, Länge 14 bis 16 Meter)
- zwei A-Saugschläuche (Länge 2,5 Meter)
- ein A-Saugkorb
- ein Verteiler (B-CBC)
- zwei C-Strahlrohre (Mundstückweite maximal 12,5 Millimeter)
- zwei Kupplungsschlüssel

## Beschaffenheit der Wettkampfbahn

Löschangriff-Nass-Maße

Die Wettkampfbahn ist 95 Meter lang und 20 Meter breit. Neun Meter von den Seiten- und der Grundlinie entfernt befindet sich ein Holzpodest von 2 × 2 Metern Größe und maximal 10 Zentimetern Höhe, auf dem die Geräte abgelegt werden. Vier Meter links von der linken Kante des Holzpodestes befindet sich als Wasserentnahmestelle ein offener viereckiger Behälter mit mindestens 1.000 Litern Fassungsvermögen. Die Angriffslinie befindet sich 90 Meter von der Startlinie und damit fünf Meter von den Zielgeräten entfernt. Diese bestehen aus einer 50 × 50 Zentimeter großen Zielscheibe, deren Unterkante sich 1,45 Meter über dem Boden befindet. In der Mitte der Zielscheibe ist eine fünf Zentimeter große Öffnung, hinter der ein Auffangbehälter mit 15 Liter Volumen befestigt ist. Bei einem Füllstand von zehn Litern wird ein Signal ausgelöst. Pro Wettkampfbahn sind für jede Mannschaft zwei Zielgeräte aufgestellt, deren Abstand voneinander 9,50 Meter beträgt.

## Durchführung des Wettkampfes

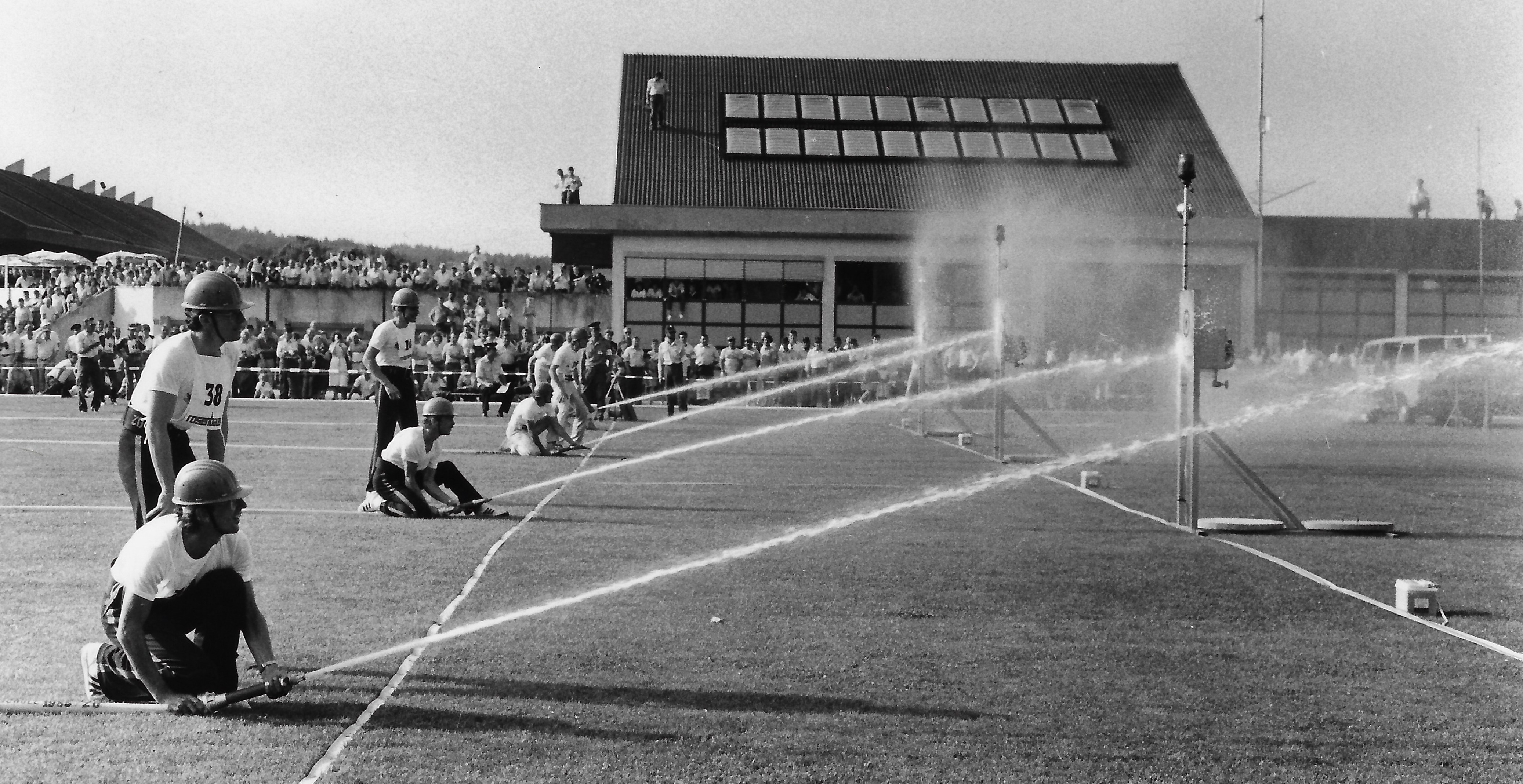
Disziplin Löschangriff bei den VIII. Internationalen Feuerwehrsportwettkämpfen des CTIF 1985 in Vöcklabruck/Österreich

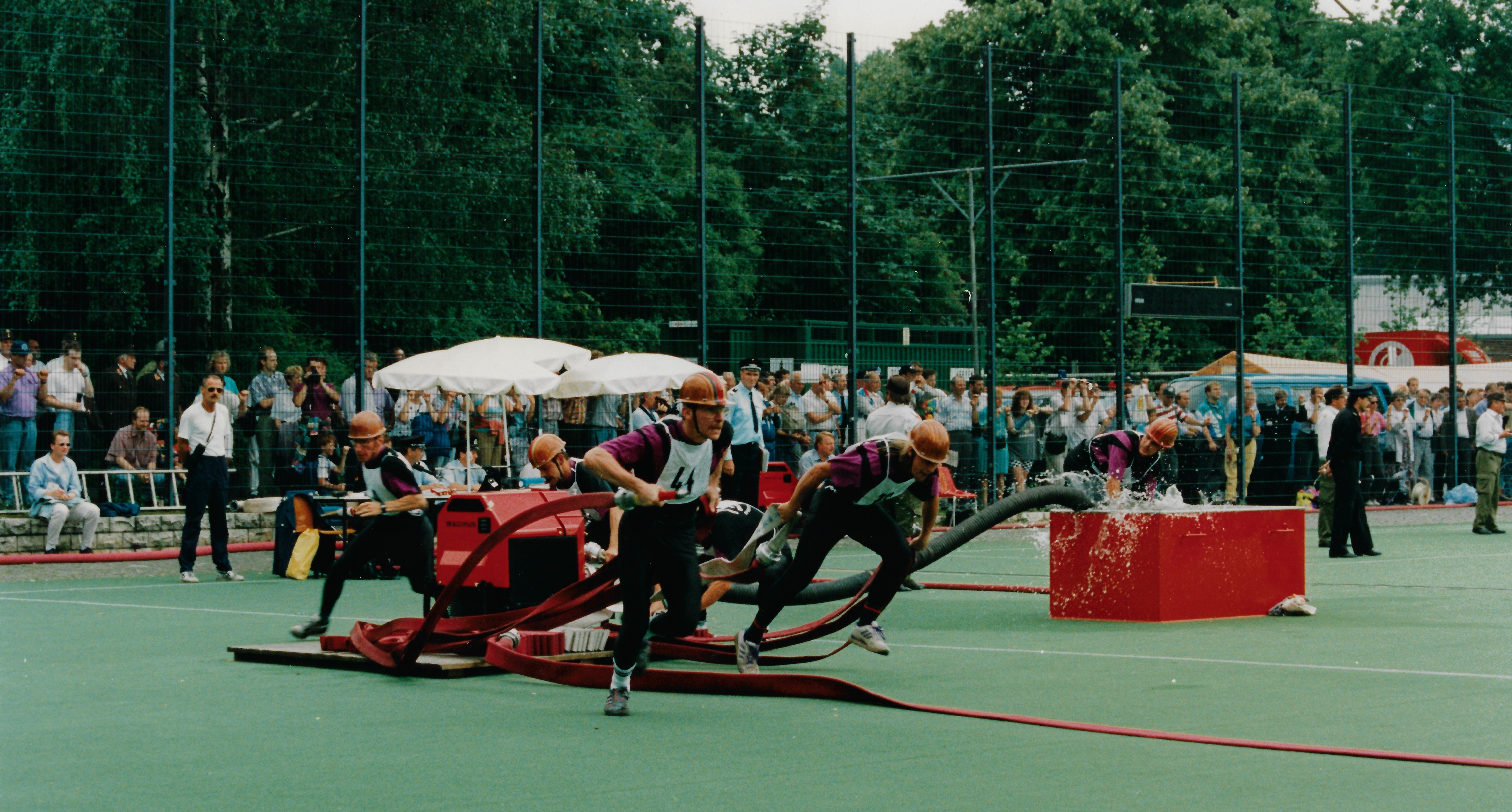
Disziplin Löschangriff bei den X. Internationalen Feuerwehrsportwettkämpfen des CTIF 1993 in Berlin

Nach dem Aufruf hat jede Mannschaft fünf Minuten Zeit, ihre Geräte auf dem Holzpodest abzulegen. Diese dürfen mit Ausnahme der Saugschläuche nicht über die durch das Holzpodest vorgegebene Begrenzung hinausragen. Die Saugschläuche dürfen außerhalb des Podestes nicht den Boden berühren. Die verwendeten Schläuche können gerollt oder gefaltet abgelegt werden, dürfen dabei aber nicht verbunden sein. Die Knaggen der Kupplungen aller verwendeten Geräte müssen einen Mindestabstand von 5 Millimetern haben.
Gestartet wird von der rechten Seitenlinie. Nach dem Start ist von der Mannschaft zunächst aus den Saugschläuchen und dem Saugkorb eine Saugleitung zur Wasserentnahmestelle herzustellen. Anschließend wird aus den drei B-Schläuchen die Zubringerleitung in Angriffsrichtung ausgelegt und mit dem Verteiler verbunden. Von diesem ausgehend werden zwei Löschleitungen, bestehend aus je zwei C-Schläuchen und einem C-Strahlrohr, gelegt. Nachdem die Angriffstrupps die Angriffslinie erreicht haben, füllen sie jeweils an ihrem Zielgerät den Auffangbehälter. Die Zeitnahme erfolgt, wenn beide Behälter einer Mannschaft mit je 10 Liter Wasser gefüllt sind. Eine Unterstützung des jeweils anderen Angriffstrupps ist dabei nicht zulässig.
Die Verteilung der Aufgaben bei der Durchführung des Löschangriffs ist den Mannschaften freigestellt. Die jeweiligen Strahlrohrführer dürfen sich nicht bei einem anderen Wettkämpfer anlehnen und die Angriffslinie nicht berühren.
In der Regel werden pro Wettkampf zwei Läufe für jede Mannschaft durchgeführt, mit wechselnder Zuordnung der Mannschaft zu den Bahnen. Gewertet wird die bessere von beiden Zeitnahmen.

## Internationale Feuerwehrsportwettkämpfe
Der Weltfeuerwehrverband CTIF führt seit dem Jahr 1961 alle vier Jahre die Internationalen Feuerwehrwettkämpfe in verschiedenen Städten Europas als Weltmeisterschaften durch, die auch als Feuerwehrolympiaden bezeichnet werden.
Der Löschangriff Nass ist neben dem 100-Meter-Hindernislauf, dem Hakenleitersteigen, und der 4×100-Meter-Feuerwehrstafette eine von vier Disziplinen dieser Weltmeisterschaften. Jede Mannschaft darf mit einer siebenköpfigen Gruppe antreten. Beim CTIF und ISFRR kommen 20m-C52 zum Einsatz und bei den Frauen werden nur 2 B-Schläuche benutzt.
Die Wettkämpfer der drei erstplatzierten Mannschaften werden mit der Internationalen Feuerwehrsportwettkampfmedaille in Gold, Silber und Bronze ausgezeichnet.

### Weltmeisterschaften

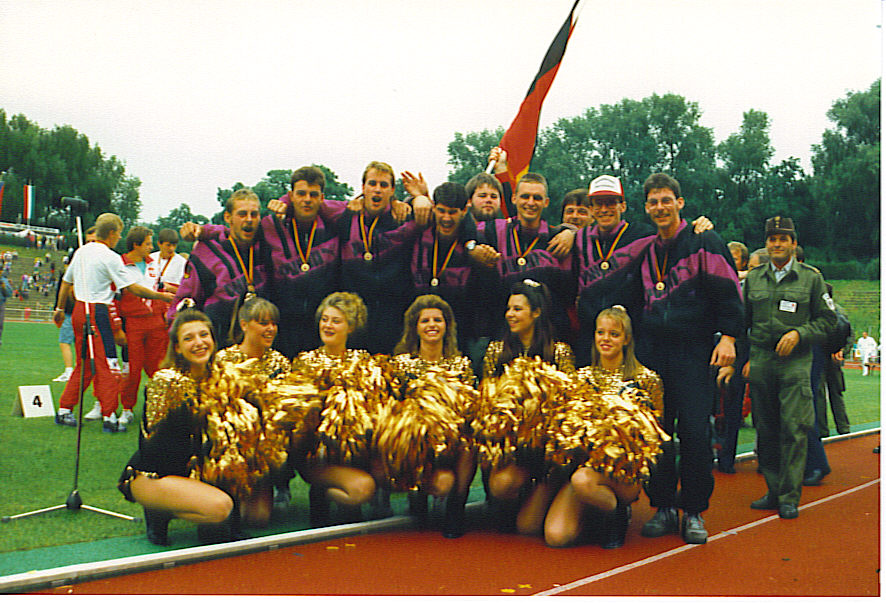
X. Internationale Feuerwehrsportwettkämpfe 1993 in Berlin, Sieger in der Disziplin Löschangriff – FF Beselich-Obertiefenbach (D)

Bei den Weltmeisterschaften siegten die nachstehenden Mannschaften in den Kategorien Berufsfeuerwehren (BF), Freiwillige Feuerwehren (FF) (Feuerwehrmänner) sowie Feuerwehrfrauen und sind damit Weltmeister:
| CTIF-Wettbewerb | Jahr | Austragungsort                | von – bis     | Berufsfeuerwehr         | Freiwillige Feuerwehr       | Frauen               |
| --------------- | ---- | ----------------------------- | ------------- | ----------------------- | --------------------------- | -------------------- |
| V.              | 1973 | Brünn, im heutigen Tschechien | 09.07.–16.07. | DDR                     | -                           | -                    |
| VI.             | 1977 | Trient, Italien               | 31.07.–07.08. | Polen                   | -                           | -                    |
| VII.            | 1981 | Böblingen, Deutschland        | 19.07.–27.07. | DDR                     | -                           | -                    |
| VIII.           | 1985 | Vöcklabruck, Österreich       | 15.07.–21.07. | DDR                     | Oberösterreich              | -                    |
| IX.             | 1989 | Warschau, Polen               | 24.07.–31.07. | ČSSR                    | Polen                       | -                    |
| X.              | 1993 | Berlin, Deutschland           | 11.07.–17.07. | Polen                   | Beselich-Obertiefenbach (D) | -                    |
| XI.             | 1997 | Herning, Dänemark             | 06.07.–12.07. | Slowakei                | Sdružení Hasičů Čech (CZ)   | -                    |
| XII.            | 2001 | Kuopio, Finnland              | 22.07.–28.07. | Hasičský Záchranný (CZ) | Oberösterreich II           | Moravský Beroun (CZ) |
| XIII.           | 2005 | Varaždin, Kroatien            | 17.07.–24.07. | Polen I                 | Oberösterreich              | Chválenice (CZ)      |
| XIV.            | 2009 | Ostrava, Tschechien           | 19.07.–26.07. | Tschechien              | Slowakei B                  | Tschechien B         |
| XV.             | 2013 | Mülhausen, Frankreich         | 14.07.–21.07. | Slowakei A              | Team Lausitz (D)            | Chválenice (CZ)      |
| XVI.            | 2017 | Villach, Österreich           | 09.07.–16.07. | Belarus                 | Märkisch-Oderland (D)       | Tschechien B         |
| XVI.            | 2022 | Celje, Slowenien              | 18.07.–24.07. | ?                       | Märkisch-Oderland (D)       | Tschechien A         |

Die Internationalen Feuerwehrsportwettkämpfe werden seit dem Jahr 1973 ausgetragen. Zunächst waren nur Berufsfeuerwehren startberechtigt. Ab 1985 waren auch Freiwillige Feuerwehren zugelassen. In diese Männerdomäne stießen ab dem Jahr 2001 Frauengruppen hinzu. Seit 2022 werden die Regeln des ISFFR für den Löschangriff genutzt.

## Situation in Deutschland
In Deutschland wird der Löschangriff Nass bei vielen Wettkämpfen als einzige Feuerwehrsportdisziplin durchgeführt. Dabei haben sich neben den offiziellen Kreis-, Landes- und Deutschen Meisterschaften auch einige offene Wettbewerbe etabliert. Zu den größten Wettkämpfen gehören der Inselpokal Poel, Supercup und die Länder-Cups in Mecklenburg-Vorpommern, Sachsen, Brandenburg, Sachsen-Anhalt und Thüringen. Außerdem wird der Löschangriff Nass auch bei den Deutschland-Pokal-Läufen (D-Cups) durchgeführt.
Grundlage für die Ausschreibungen der Wettkämpfe ist derzeit die Wettkampfordnung (WKO) des Deutschen Feuerwehrverbandes (DFV) in der 4. Auflage von 2023. Bei einigen Wettkämpfen wird die Tragkraftspritze gestellt, bei den Deutschen Meisterschaften im Feuerwehrsport wird das gesamte Material vom Veranstalter bereitgestellt.
Der DFV hat noch keine Bedingungen für deutsche Rekorde im Löschangriff Nass festgelegt. Dies ist der Tatsache geschuldet, dass nicht jeder Wettkampf unter gleichen Bedingungen durchgeführt wird. So sind bei einigen Wettkämpfen je nach Veranstalter das Tragen von Spikes erlaubt. Außerdem muss für das Ziel der Vergleichbarkeit der erzielten Zeiten auch die verwendete Technik vollkommen identisch sein.

## Situation außerhalb der Bundesrepublik Deutschland
Der Löschangriff Nass wird in vielen Nachfolgestaaten der Sowjetunion sowie im ehemaligen Ostblock durchgeführt. In Tschechien gibt es zum Beispiel die Extra-Liga, welche mit laufenden Pumpen gestartet wird. In Russland und Belarus stehen die anderen Disziplinen des Feuerwehrsports im Vordergrund. Dort wird bei Wettkämpfen der Internationalen Feuerwehrsportföderation (ISFFR) allerdings mit 20 Meter langen C52-Schläuchen gestartet. Den aktuellen Weltrekord stellte die Nationalmannschaft von Tschechien mit einer Zeit von 25,14 Sekunden bei der Weltmeisterschaft 2012 in Antalya auf.
Auch in Österreich gibt es auf regionaler Ebene Nasslöschbewerbe mit laufender Tragkraftspritze und Zielspritzen. Diese Bewerbe werden jedoch meist an die Bestimmungen für den Bewerb um das Feuerwehrleistungsabzeichen (FLA) in Bronze und Silber des ÖBFV angelehnt. Bewerbe nach den Richtlinien der Disziplin Löschangriff Nass des Feuerwehrsports sind weniger verbreitet.